# Gelat
El gelat són unes postres gelades elaborades industrialment o artesanament amb sucre i productes lactis (llet i nata, principalment) combinats amb extractes, essències, colorants i sabors; són ideals contra la calor. La base tradicional és una crema perfumada de vegades amb fruita triturada, xocolata fosa, etc. i congelada, a la qual se sol haver afegit clara d'ou muntada a punt de neu o de vegades també nata muntada. A molts països n'està regulada la classificació en funció de la quantitat d'ingredients en tants per cents. Això vol dir que no poden dir, posem per cas, que un gelat és de maduixa si en realitat només està fet de 60% de maduixa i la resta són altres ingredients.
De gelats n'hi ha de diversos gustos i de combinats amb neules, fruita, trossos de xocolata, fruita seca, etcètera. Alguns sabors més corrents poden ser xocolata, vainilla, nata, llimona i maduixot; però aquests varien molt segons la cultura de cada país i fins i tot un mateix gust –la vainilla, per exemple– és diferent per al gelat d'una mateixa marca si el fa per a vendre'l a Barcelona o a València. A casa nostra, els gelaters artesans solen fer torrons en hivern, per la qual cosa una de les especialitats sol ser el gelat de torró.
Els gelats es congelen mitjançant un procés especial, per a aconseguir que siguin cremosos i que alhora no siguin cristal·litzats, que consisteix a remenar la crema congelada, o mentre es congela, per a trencar els cristalls de gel. Si un gelat es desfà i el tornem a guardar al congelador, sovint observarem que s'hi han format petites "palletes" de gel. La cremositat i el grau de formació de cristalls (si no es remena) depèn molt de la recepta utilitzada. A Europa, en general, la tècnica sol basar-se a insuflar aire a la crema (artesanalment amb nata muntada o clares a punt de neu, per exemple, mentre que industrialment s'afegeix aire directament) mentre que a Amèrica es tendeix a augmentar molt la quantitat de mantega.
Industrialment la mescla dels ingredients es congela en una geladora. També existeixen geladores d'ús casolà, que no són més que pots amb una hèlix que va fent voltes per a remenar la crema durant un cert temps. Antigament es preparava un recipient tancat amb gel trinxat i sal a dins. El gel refreda la mescla i la sal permet que el gel trigui més a fondre's. Se submergeix el recipient a la mescla i així s'aconsegueix fer-ne baixar la temperatura.

## Història
És difícil precisar un punt on es vegi clarament que és l'origen del gelat, ja que si seguim l'evolució del terme «gelat» ens porta a altres tipus de postres, que perquè es puguin determinar com les «mares» del gelat haurien de ser fredes i/o cremoses. Així i tot podríem dir que el gelat procedeix dels refrescos que es portaven al concurs babiloni de begudes fresques que se celebrava els últims segles abans de Crist. Aquestes begudes les presentaven a les corts acompanyades de gel.
A la Xina durant la Dinastia Tang hi ha un mural a la tomba del Príncep de la Corona Zhanghuai que mostra una dona menjant un gelat. És considerat la imatge d'un gelat més primerenca de la història.
Fins i tot abans, a la Pèrsia (l'actual Iraq) de l'any 400 aC., unes postres gelades fetes amb aigua de roses i cabell d'àngel i elaborades com una barreja entre flam i púding d'arròs, eren molt assemblades al sorbet. Aquestes postres se servien a la reialesa per l'estiu. Els perses dominaven força la tècnica de l'emmagatzematge del gel. Ho feien en grans neveres subterrànies anomenades «yakh-chal», el recollien a l'hivern i el conservaven fins que arribava l'estiu. Treballaven amb receptors de vent que mantenien fred el magatzem subterrani. En acabat, barrejaven el gel amb safrà, fruita, i altres sabors diversos.
D'altra banda s'ha sabut que Alexandre el Gran i Neró refredaven els seus vins i sucs de fruita amb gel o neu que els esclaus anaven a buscar a les muntanyes.
A l'edat mitjana a les corts àrabs es preparaven unes postres fredes, ensucrades i combinades amb fruites i espècies. Això és el que ara s'anomena sorbet. Els turcs en deien "chorbet" i els àrabs "charat".

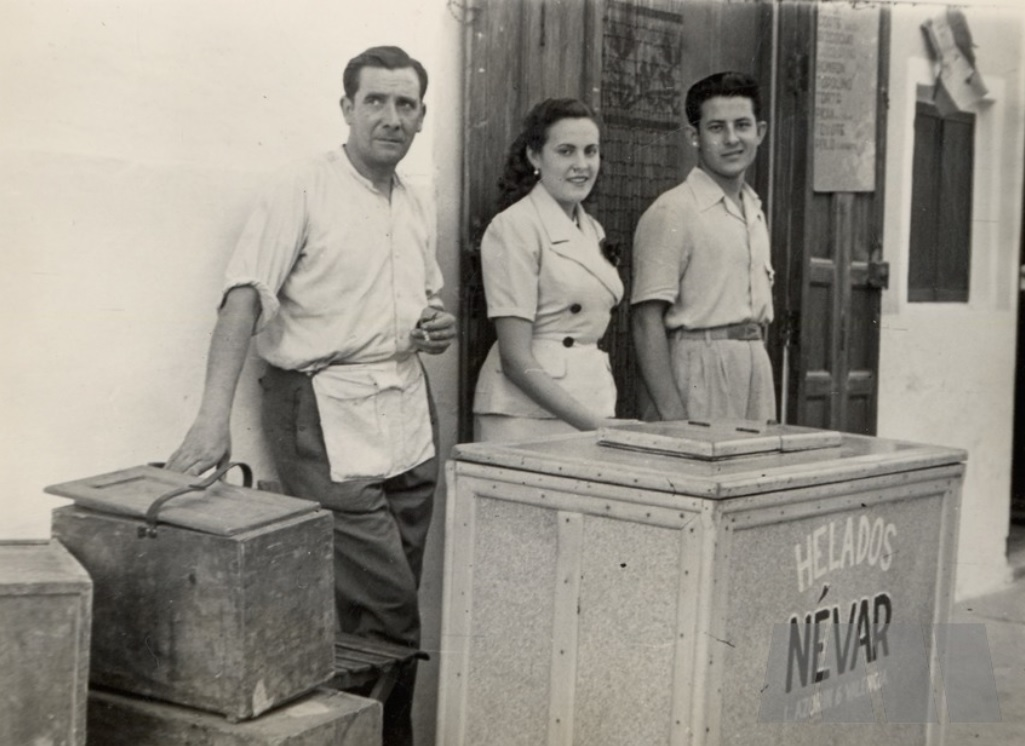
Gelateria a Quart de Poblet, 1953. Museu Virtual de Quart de Poblet.

El gelat també remunta els seus orígens a la Xina, on el seu emperador Tang de la dinastia Shang (dinastia del 618 aC al 97 aC) tenia un mètode per barrejar la llet amb gel. De la Xina es va passar a fer a l'Índia, i d'allí a les cultures perses, i finalment a Grècia i Roma.
Però no va ser fins al segle XIII que el gelat va quedar arrelat a Europa. Això va ser gràcies a Marco Polo. Quan va tornar dels seus viatges a l'Àsia va portar diverses receptes de postres gelades que es van posar molt de moda a les corts italianes.
En l'antiguitat clàssica, els metges ja prescrivien la utilització del fred amb finalitats medicinals. Aquest ús es va recuperar amb força en el Renaixement. La primera obra monogràfica europea sobre aquest tema, pel que sembla, és del metge valencià Francisco Franco, originari de Xàtiva i es titula Tractado de la nieve y del uso della (Sevilla, 1569). A més de les aplicacions mèdiques i de conservació, existeix el vessant lúdic de consum d'aliments freds o gelats, sòlids o com a begudes. Dos anys més tard, el metge sevillà Nicolás Monardes va publicar el Libro que trata de la Nieve y sus propiedades; y de la manera que se ha de tener en el bever enfriado con ella; y de las otras maneras que ay de enfriar, a Sevilla 1571. El 1576 es va publicar l'obra de Francesc Micó. Fins a la meitad del segle xvii apareixen tractats com el de Juan de Carvajal, Utilidades de la nieve, deducidas de la buena medicina (Sevilla, 1611), Methodo curativo y uso de la nieve (Còrdova, 1640) del doctor Alonso de Burgos.
El Regne de València va ser un dels principals consumidors de gel d'Espanya. A la fi del segle xviii, el llibre Llibre de conte i raó de l'arrendament de la neu i nayps permet avaluar la quantitat de neu que arribava a la ciutat de València en uns 2 milions de quilograms, encara que durant el transport se'n perdia una quantitat no declarada. Des del port d'Alacant s'exportava neu a Eivissa i al nord d'Àfrica. Llavors es donaven una sèrie de factors que afavorien aquest consum: una xarxa de ciutats litorals amb formes de vida refinades, estius calorosos, albuferes amb malalties en la teràpia de les quals intervenia la utilització del fred... Alguns autors han relacionat el consum de fred amb un cert nivell de desenvolupament econòmic i cultural.
El segle xvi es va descobrir que el nitrat d'etil barrejat amb neu produïa fred, aquest descobriment va ser molt important en la fabricació de gelats. En aquell temps els gelats eren les postres de les corts per excel·lència. Amb els casaments entre els nobles les receptes dels gelats s'anaven difonent per totes les corts reials d'Europa fins que també van arribar a Amèrica amb els colonitzadors.
El 1660 el sicilià Francesco Procopio dei Coltelli va obrir una gelateria que va esdevenir tan famosa per la qualitat dels seus productes, que el mateix rei Lluís XIV el va anar a visitar per felicitar-lo sincerament.
El gelat va ser introduït als Estats Units pels seus colonitzadors, que hi van dur les seves pròpies receptes. Els geladers, molts d'ells europeus, venien gelats en botigues de Nova York, entre altres llocs, durant l'època colonial. Després de la dècada del 1830, amb l'aparició de les geladores, la disponibilitat del gelat era cada cop més àmplia.
Ha estat de gran importància per a la indústria del gelat el descobriment del descens crioscòpic (descens de la temperatura de solidificació) de les solucions de sal, les quals permetien, mitjançant un recipient envoltat d'una mescla de gel i sal o aigua i sal a baixes temperatures, congelar begudes i sucs de fruita ensucrats només batent-los, així es van fer els primers gelats amb textura cremosa.
Aquí hem observat que el gelat, en els seus orígens, no era un producte lacti com ho és avui, si no més aviat estava fet a base fruita. Amb el pas del temps, però, el concepte de gelat s'ha anat transformant, i ha passat d'elaborar-se bàsicament amb fruita acompanyada de petites quantitats de derivats lactis, a tenir la llet i la nata com a components principals.

## Tipus de gelats
Hi ha diferents tipus de gelats segons la presentació.
- Cornet o gelat de neula. És un gelat en un cucurull de neula.
- Polo. Fet amb aigua i essència de fruita, gelada al voltant d'un pal per on s'agafa.
- Gelat de barra. Barra de gelat de secció quadrada. En castellà helado de corte.
- Tall de gelat. Porció de gelat de barra entre dues galetes de neula. En valencià en diuen xàmbit[11] (gelat de sandvitx).

## Producció
Abans del desenvolupament dels nous sistemes de refrigeració, el gelat era un element molt luxós que estava reservat per a les ocasions especials. En alguns llocs, com per exemple Sicília, es feia amb neu de la muntanya. Llavors la fabricació del gelat era una tasca molt laboriosa.

### Congelació amb nitrogen líquid
La utilització de nitrogen líquid per congelar els gelats és una invenció molt antiga que recentment s'ha començat a posar en pràctica.

## Aspectes químics
El gelat ha estat un dels triomfs de la tecnologia dels aliments, i és digne de notar que l'aire és un dels seus ingredients principals. Sense ell, el gelat seria dur i difícil de llepar, però amb l'aire es converteix en un sistema col·loidal molt complex. És una escuma sòlida de cel·les d'aire envoltades de greix emulsionat juntament amb una xarxa de cristalls de gel diminuts, que estan envoltats per un líquid aquós en forma de sol.

## Curiositats
Els gelats es consumeixen molt a països freds com Finlàndia i Suècia, on es mengen durant tot l'any. En canvi als països on fa més calor és un producte que s'associa només a l'època d'estiu.
Al Japó, s'utilitza el natto per fer gelat. Es barreja el natto amb un gelat de qualsevol gust perquè augmenti la consistència i mal·leabilitat del gelat degut a la mucosa del natto, i així duri més sense desfer-se. A més, el gelat guanya els valors nutricionals del natto.

## Estadístiques de consum
Estadístiques del consum mundial de gelat segons l'Associació Internacional de Productes Lactis en dades del 2006 indiquen els principals països consumidors de gelat (en litres anuals/habitant):
Nova Zelanda (26,3), Estats Units (22,5), Canadà (17,8), Austràlia (17,8), Suïssa (14,4), Suècia (14,2), Finlàndia (13,9), Dinamarca (9,2), Itàlia (8,2), Xile (6,4), França (5,4), Alemanya (3,8), Xina (1,8).